# Vysokaja nagrada
Vysokaja nagrada (Высокая награда) è un film del 1939 diretto da Evgenij Michajlovič Šnejder.